# Observatoire astronomique de Lisbonne
L'Observatoire astronomique de Lisbonne, situé dans la Tapada da Ajuda à Lisbonne, est une institution reconnue mondialement par la qualité de ses travaux en astronomie de position et cela depuis la deuxième moitié du XIXe siècle.
En 1992 cette institution est rattachée à « l'Université de Lisbonne » et en 1995 a été intégrée dans la faculté des sciences de cette université. Ses activités sont axées sur la recherche et la diffusion scientifique et historique.

## Histoire
L'Observatoire Astronomique de Lisbonne (OAL) fut créé par le décret royal du 6 mai 1878. Il est né d'une grande controverse entre Hervé Faye, directeur de l’Observatoire de Paris, et M. Peter, astronome à l’Observatoire de Poulkovo en Russie, sur la parallaxe de l’étoile de Argelander. L’observatoire est une référence dans la culture portugaise. Sa création a pour objectif la promotion de la nouvelle astronomie sidérale, la découverte et la compréhension du cosmos infini et le souci de créer une cartographie céleste exacte et de mesurer la taille de l’Univers. Grâce aux conditions exceptionnelles d'observation que Lisbonne offrait, il a été décidé de faire les observations de l’étoile, dite de Argelander, utilisant une lunette zénithal. À cet effet, il s'est avéré nécessaire la construction d'un nouvel observatoire capable d'accueillir l'équipement adéquat. Cela est devenu réalité grâce à l'appui enthousiaste du Roi D. Pedro V et d'autres personnalités de la vie politique, scientifique et culturelle de l'époque.
Le projet est inspiré de l’édifice de l’Observatoire de Pulkovo, en Russie, et exécuté par l’architecte français, Jean Colson, qui est un des architectes célèbres étrangers résidant à Lisbonne. Wilhelm Struve, directeur de Pulkovo et célèbre astronome, a offert ses services au gouvernement portugais et est donc devenu conseiller principal supervisant notamment les travaux scientifiques de Augusto Frederico Oom. Celui-ci, lieutenant de la Marine et ingénieur hydrographe, est par la suite devenu le premier directeur de l'Observatoire Royal d'Astronomie de Lisbonne. Il a eu aussi un rôle très important dans la construction de l'édifice, débutée le 11 mars 1861 et achevée en 1867, année des premières observations astronomiques.
L’Observatoire a été bâti dans les environs de Lisbonne, Tapada da Ajuda, dans un terrain de chasse du roi. Dès sa création l’Observatoire astronomique de Lisbonne se distingue par l'excellence de ses travaux. Il a participé à plusieurs campagnes internationales, en particulier celle de 1900-1901, en vue d'améliorer la valeur de  l’UA ayant recours à l'opposition de l’astéroïde Eros récemment découvert. L'Observatoire a pu compter avec l'excellence des travaux de Campos Rodrigues, entre autres, dans  l'élaboration de catalogues des étoiles de référence qui lui ont valu le prix Valz, en 1904, attribué par l'Académie des Sciences de Paris.

## Patrimoine
L’Observatoire Astronomique de Lisbonne se compose d'un beau bâtiment central dans les collines d’Ajuda surplombant la rivière, Tejo, de deux petites coupoles à l’extérieur, côté sud. En outre de la coupole centrale, il y a trois salles d'observations astronomiques, bien équipées, (le meilleur de l’époque). Elles se trouvent dans les ailes nord, est et ouest du bâtiment central. Le bâtiment central de l'Observatoire est composé d'une salle circulaire, dont la voûte richement travaillée supporte le poids d'un grand réfracteur équatorial sur huit colonnes de grande taille. Les arcs entre les colonnes ont de nombreuses horloges et pendules qui ont mesuré le temps tout au cours de ce siècle d'existence. À côté des grandes fenêtres donnant sur la Tapada sont disposées des tables larges où les astronomes développaient ses travaux de recherche. Il y a aussi des spacieuses salles de communication qui ont été utilisées, à l'époque, pour donner les cours, faire les calculs, etc. Aujourd'hui, ces salles sont utilisées comme ateliers d'activités éducatives et de soutien aux écoles. Les trois salles d'observation du bâtiment sont aussi très spacieuses et très hautes, garnies avec du bois, laissant un espace libre entre le revêtement et les murs de maçonnerie et la toiture. Cet espace communique avec le monde extérieur par le biais de fentes, constamment ouvertes. Il existe dans les toits des salles d’observation des cheminées, elles permettent une ventilation permanente afin d'établir l'équilibre entre la température de l'air à l'intérieur et celle de l'extérieur, comme il convient à une plus grande l'exactitude des résultats des observations. Au milieu des salles d’observation, il existe aussi des ouvertures dans les murs latéraux et au plafond par des portes. Grâce à un mécanisme ingénieux, les portes, une fois ouvertes, offrent une vue sur le ciel, le long du méridien de Lisbonne, du nord au sud.

## Musée et Instruments d'observation
La valeur indéniable de l'OAL dans tous les paramètres du patrimoine culturel qu'il contient, le bâtiment historique et les instruments scientifiques du passé facilitent la compréhension de nos propres racines, qui nous aident à faire le pont entre le passé et le présent. La préservation historique et patrimoniale est assurée par des visites guidées au musée. Au début de chaque visite, il y a une présentation orale sur l'Observatoire, son histoire et son évolution appuyée par des diapositifs à laquelle s'ensuit la visite au musée. L'un des traits les plus marquants de ce musée se trouve dans le fait que tous les instruments de l'OAL sont tous encore fonctionnels, ils n'ont pas été modernisés avec des moteurs électriques (d'engrenages, de micromètres, lentilles, etc.) ou avec de systèmes complets (surveillance, moteurs, etc.). Très rares sont les instruments qui peuvent être considérés des machines modernes comme c'est le cas des appareils photo des années 1960, micromètres de lecture du cercle méridien servant à prendre des photos de la déclinaison. Il s'y trouve aussi la nouvelle plaque pour le grand réfracteur équatorial, comprenant un micromètre très moderne pour l'étude des étoiles doubles (partiellement), construit à Nice en 1990, il n'est pas cependant associé au télescope.